# Всепоглощающий огонь (роман)
«Всепоглощающий огонь»  (англ. The Consuming Fire) — научно-фантастический роман в жанре космической оперы американского писателя Джона Скальци. Книга была опубликована издательством Tor Books 16 октября 2018 года. Audible выпустила аудиоверсию книги, озвученную Уилом Уитоном. Это средний том трилогии «Взаимозависимость» и продолжение «Крушение империи»; третья и последняя книга, «Разорванное пространство», была опубликована 14 апреля 2020 года. «Всепоглощающий огонь» достиг 15-го места в списке бестселлеров The New York Times среди печатных и электронных книг.

## Сюжет
После событий романа «Крушение империи», Край теперь изолирован от Ядра в результате поломки отмели Потока. Стремясь объединить население Взаимозависимости вокруг повестки дня, чтобы опередить грядущий крах поддерживаемых Потоком космических путешествий, имперо Грейланд II (Cardenia Wu-Patrick) утверждает, что в качестве главы Церкви Взаимозависимости, у неё были видения, подтверждающие необходимость планирования краха. Это вызывает религиозное беспокойство в церкви и политические интриги со стороны Дома Нохамапетан и Дома Ву с целью захватить трон у Грейланд II посредством государственного переворота. Тем временем Марс Клермонт следует за наводкой, предоставленной его бывшей соперницей, исследователем Хатиде Ройнольд, и вместе они узнают, что Взаимозависимость снова будет связана отмелями Потока в другой конфигурации в масштабе времени в сотни лет, и что в это время будут появляться и исчезать мимолетные отмели. Стремясь узнать больше о возможности выживания в условиях отрезанности от других частей Взаимозависимости, Марс и Хатиде в сопровождении морских пехотинцев отправляются изучать выживание жизни на Даласисле, системе, которая была отрезана на восемьсот лет до появления временной отмели Потока.
Тем временем Кива Лагос разбирается с последствиями действий Надаше Нохамапетан. Порученная Грейленд II поддерживать деловые дела Дома Нохамапетан на Ядре, Кива становится помехой планам графини по возвращению богатства и политического расположения. Когда Грейленд II срывает планы графини по восстановлению контроля над своим Домом, графиня мстит Киве покушением на её жизнь. Кива выживает, но её возлюбленная Сения, адвокат Дома Нохамапетан, получает серьезные ранения. В ответ Кива нападает на начальника штаба графини. Надаше тайно вызволен из заключения усилиями заговорщиков Нохамапета и Ву, которые инсценировали инцидент как неудачную попытку побега без выживших. Кива, расследуя дела Дома Нохамапета, обнаруживает улики, указывающие на то, что Надаше жива.
Марс и Хатиде, посещая Даласислу, встречают выживших, которые приспособились к изменившимся условиям за сотни лет. Подвергшись нападению наемников, нанятых Нохамапетаном, Марс и несколько членов его экспедиции умудряются выжить, в то время как корабль, перевозивший Хатиде и остальную часть экспедиции, уничтожается. Марс возвращается в Ядро с помощью Томаса Шеневерта, свергнутого короля из-за пределов Взаимозависимости, чьё сознание было перенесено на корабль после его смерти. Они возвращаются вовремя, чтобы стать свидетелями того, как Грейленд II принимает решение о действиях в ответ на ожидаемую попытку государственного переворота. Узнав личности предателей, она приглашает их на вечеринку и продолжает чествовать и продвигать своих союзников, Киву и архиепископа Церкви, а также осуждать и арестовывать остальных. Книга заканчивается тем, что Марсе предлагает решение проблемы доставки населения Ядра в Край, не подвергаясь нападению со стороны Грени Нохамапетана и его союзников, которые стратегически расположились, чтобы контролировать проход в Край в более ранних событиях.

## Приём
Отзывы были в основном положительными, и в них говорилось, что «книга идеально подходит для роли второй книги, глубоко погружая читателя в развивающуюся историю, оставляя ещё много чего рассказать», но что она «впадает в утомительный режим» на полпути, прежде чем повествование снова «загорается». Рецензенты также похвалили построение мира, исход злодеев, удачную завязку сиквела, темп письма и юмор.

## Серия «Взаимозависимость»
- Крушение империи (англ. The Collapsing Empire)
- Разорванное пространство (англ. The Last Emperox)

## Издание
- Всепоглощающий огонь (англ. The Consuming Fire) (октябрь 2018, Tor Books, ISBN 978-0-7653-8897-1)